# Оппель, Николаус Михаэль
Николаус Михаэль Оппель (1782—1820) — немецкий натуралист.
Учился в Национальном музее естественной истории в Париже у Андре-Мари Дюмериля, являясь также его ассистентом. Они занимались каталогизацией и классификацией видов рептилий.
В 1811 опубликовал книгу Die Ordnungen, Familien und Gattungen der Reptilien als Prodrom einer Naturgeschichte derselben, в которой ввёл отряд Squamata, семейства Cheloniidae, Colubridae, подсемейство Crotalinae и несколько родов, которыми таксономисты пользуются по сей день.
Вместе с Фридрихом Тидеманом и Осипом Яковлевичем Либошицем стал соавтором Naturgeschichte der Amphibien (Естественной истории земноводных).